# قصعين حقلي
قصعين حقلي (الاسم العلمي:Salvia pratensis) هو نوع من النباتات يتبع جنس القصعين من الفصيلة الشفوية.